# Alexandre Louis Marie Pétis de la Croix
 (mars 2021).
Alexandre Louis Marie Pétis de la Croix est un orientaliste, né à Paris en 1698, mort en 1751. Il est le fils de François Pétis de La Croix.
Il suivit la carrière que lui avaient ouverte son père et son grand-père. Comme eux, il fit des voyages en orient. Il fut interprète des langues orientales à la Bibliothèque du Roi, à la Marine et professeur d'arabe au Collège Royal (Collège de France). 

## Œuvres
On lui doit les ouvrages suivants : 
- Bibliographie ; Canon du sultan Suleïman, etc., ou État politique et militaire, tiré des archives des princes ottomans, traduction du turc (Paris, 1725, in-12) ;
- Lettres critiques de Hadji-Mohammed-Effendi, au sujet des Mémoires du chevalier d’Arvieux, avec des éclaircissements sur les mœurs, les usages, les religions et les gouvernements des Orientaux, traduites du turc par Ahmed-Frengui (Paris, 1735, in-12).

Il a publié l’Histoire de Timur-Beg, traduit par son père et en a écrit l’Avertissement.

## Source
« Alexandre Louis Marie Pétis de la Croix », dans Pierre Larousse, Grand dictionnaire universel du XIXe siècle, Paris, Administration du grand dictionnaire universel, 15 vol., 1863-1890 [détail des éditions].